# Sthenelas
Sthenelas (altgriechisch Σθενέλας Sthenélas) war in der griechischen Mythologie der Sohn des Krotopos und wurde nach diesem König von Argos. Nach Sthenelas’ Tod bestieg sein Sohn Gelanor den Thron.